# John Kinsella (Schwimmer)
John Pitann Kinsella (* 26. August 1952 in Oak Park, Illinois, USA) ist ein ehemaliger US-amerikanischer Schwimmer.
Bei den Olympischen Spielen 1968 in Mexiko-Stadt gewann er als 16-Jähriger die Silbermedaille über 1500 m Freistil. 1970 schwamm er Weltrekord in dieser Disziplin.
1972 in München gewann er Gold mit der 4 × 200-m-Freistilstaffel der USA. Danach spezialisierte sich Kinsella professionell auf das Langstreckenschwimmen.
Er war der erste Mensch, der die 1500 m Freistil unter 16 Minuten schwamm.
John Kinsella trainierte u. a. an der Indiana University unter Trainer James Counsilman und gewann während dieser Zeit sechs NCAA-Titel.
Er wurde 1986 in die International Swimming Hall of Fame aufgenommen.